# جوانا ماكالوم
جوانا ماكالوم (بالإنجليزية: Joanna McCallum)‏ هي ممثلة بريطانية، ولدت في 27 يونيو 1950 في لندن في المملكة المتحدة.

## وصلات خارجية
- جوانا ماكالوم على موقع IMDb (الإنجليزية)
- جوانا ماكالوم على موقع ميوزك برينز (الإنجليزية)
- جوانا ماكالوم على موقع قاعدة بيانات الفيلم (الإنجليزية)